# 瓮城

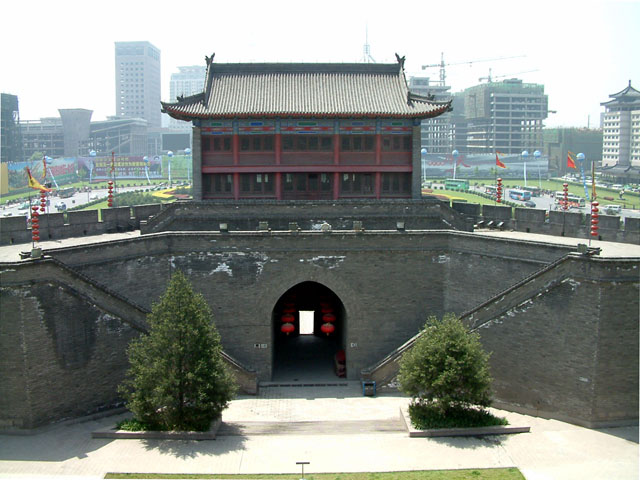
西安城南门的瓮城

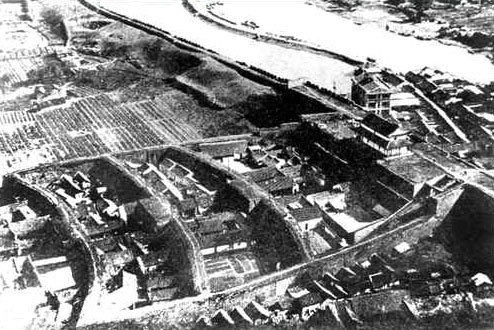
南京通济门设三重船型内瓮城

甕城是为了加强城堡或关隘的防守，而在城门外（亦有在城门内侧的特例）修建的半圆形或方形的护门小城，形如「甕」（口小肚闊的大瓶），故名；属于中国古代城市城墙的一部分。瓮城两侧与城墙连在一起建立，设有箭楼、门闸、雉堞等防御设施。瓮城城门通常与所保护的城门不在同一直线上，使得攻城方需要將攻城武器轉往另一方向而不是長驅直入。

## 歷史
瓮城在中国最早出现的时代有待考古发掘论证，不过目前已知匈奴所筑统万城即已出现了瓮城的雏形。西汉至北魏时期，为追求壮丽的视觉效果，城门门楼多为两至三层的崇楼，并在门前左右设置双阙，从这一点看，这一时期的城池似不会设置破坏视觉效果的瓮城。但某些城市（如前凉都城姑臧）有翼城的设置，即在大城的一侧或多侧（姑臧为四面）建设方形小城，两城之间以城墙连接。隋唐时期的长安和洛阳城门没有设置瓮城。
中国古代城池中，瓮城的设置兴盛于五代和北宋时期。在曾公亮所著的《武经总要》中，第一次出现关于瓮城的记述：“其城外瓮城，或圆或方。视地形为之，高厚与城等，惟偏开一门，左右各随其便”。北宋东京城依照这一原则设置了瓮城。《东京梦华录·卷一》记载“……城门皆瓮城三层，屈曲开门，唯南薰门、新郑门、新宋门、封丘门皆直门两重，盖此系四正门，皆留御路故也。”北宋州府城市也多有瓮城之设，其代表如平江府（苏州）和襄阳城池。
南宋临安、辽金上京均无设置瓮城的记载。但南宋静江府（桂林）瓮城设置极为完备、复杂。金中都仿北宋东京而建，设有瓮城。元朝时期为防止汉人据城反叛，曾令各地拆毁城池，而由于元朝蒙古族统治者并不面临强敌入侵的问题，因此元大都和元上都均没有设置瓮城。元末农民起义爆发后，元顺帝方草草修筑大都瓮城。
明朝重视对城市的防御，在南京应天府、中都凤阳府、北京顺天府，以及西安、归德（今河南商丘）、平遥等府、州、县级地方城市，以及长城山海关、嘉峪关等关城，均设置了瓮城。其中以南京聚宝门（今名中华门）瓮城最为庞大复杂。
朝鮮王朝的重要城市如漢城府、水原也设置了瓮城。但朝鲜瓮城与中国的不同之处在于瓮城城墙仅有一端与主体城墙相连，另一端通常留出豁口。日本城堡中“二之丸”和“橹楼”的设置与中国的瓮城及箭楼相似，均为敌军攻破第一道城门之后的缓冲区。而日本城堡最著名的甕城首屬大阪城的「真田丸」。

## 西方
在西方也有和中国及朝鲜的瓮城相应的概念，英文称做“barbican”。在欧洲，城门外的瓮城与城堡大门两侧的碉堡和塔楼在概念上是没有明显区分的，两者在英文都可以称作“barbican”。